# Jedna za všechny
Jedna za všechny je americká romantická komedie z roku 2014, režírovaná Nickem Cassavetesem. Hlavními hvězdami jsou Cameron Diaz, Leslie Mann, Kate Upton, Nikolaj Coster-Waldau, Nicki Minaj, Taylor Kinney a Don Johnson.

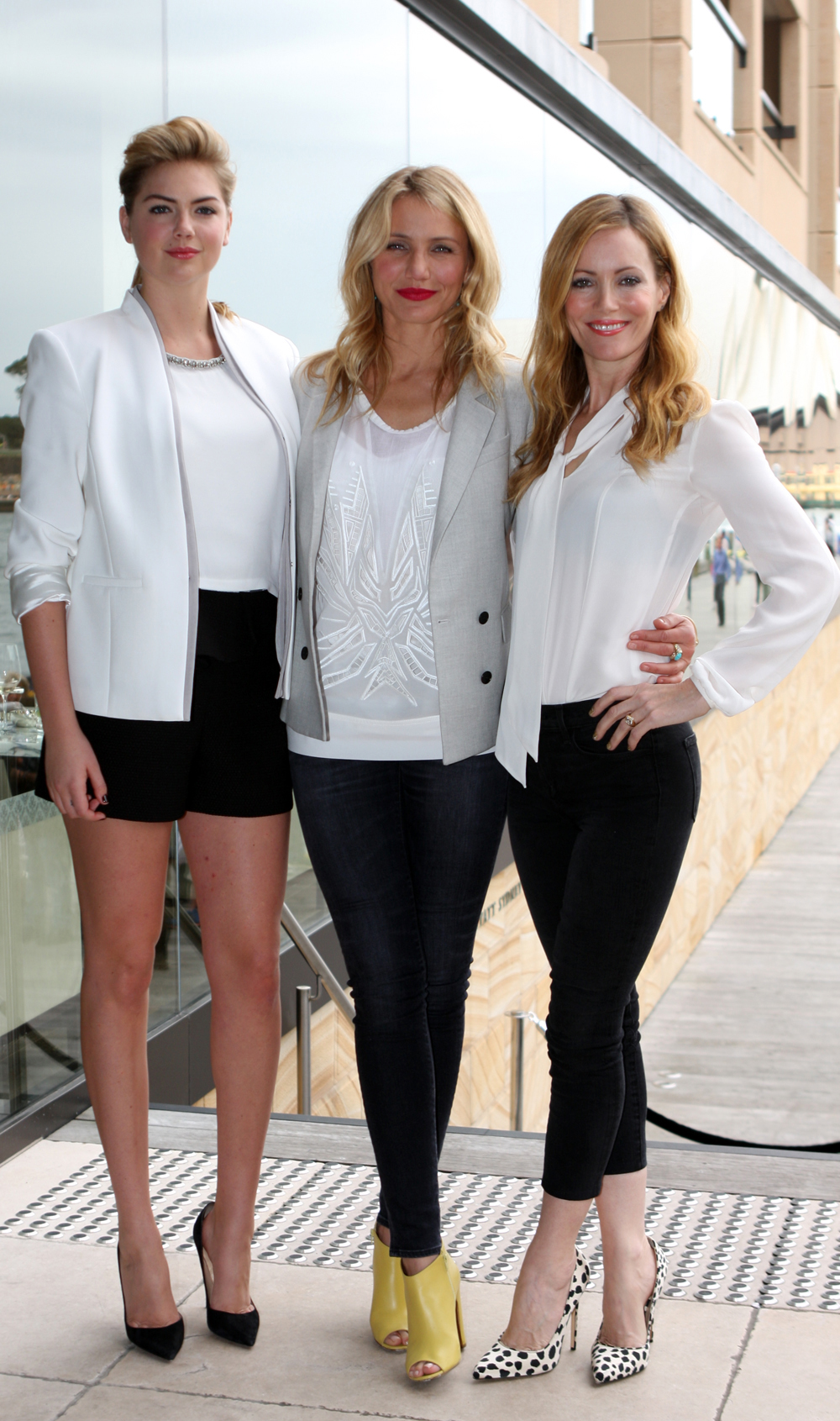
Kate Upton, Cameron Diaz a Leslie Mann

## Obsazení
| Cameron Diaz          | Carly Whitten |
| Leslie Mann           | Kate King     |
| Kate Upton            | Amber         |
| Nikolaj Coster-Waldau | Mark King     |
| Nicki Minaj           | Lydia         |
| Taylor Kinney         | Phil          |
| Don Johnson           | Frank Whitten |
| David Thorton         | Nick          |
| Olivia Culpo          | Kráska        |

## Produkce
V listopadu 2012 TheWarp potvrdil, že Cameron Diaz je zvažována do hlavní role. Kristen Wiigová byla zvažována do role manželky, kterou získala Leslie Mann. V dubnu se k filmu připojili Kate Upton, Taylor Kinney a Nicki Minaj. V červnu se připojil Don Johnson.

### Natáčení
Natáčení probíhalo od dubna 2013 do srpna 2013. Natáčelo se v New Yorku a na Bahamách.

## Hudba
Na soundtrackovém albu se podíleli Etta James, Ester Dean, Morcheeba, Cyndi Lauper, Britt Nicole, Patty Griffin, Lorde, Keyshia Cole a Iggy Azalea.

## Přijetí
Film vydělal 83 milionů dolarů v Severní Americe a 112 milionů dolarů v ostatních oblastech, celkově tak vydělal přes 196 milionů dolarů po celém světě. Rozpočet filmu činil 40 milionů dolarů. V Severní Americe byl oficiálně uveden do 3 205 kin 25. dubna 2014. Za první víkend docílil nejvyšší návštěvnosti, kdy vydělal 24,7 milionů dolarů.
Film získal pozitivní kritiku. Na recenzní stránce Rotten Tomatoes získal z 148 započtených recenzí 24 procent s průměrným ratingem 4,2 bodů z deseti. Na serveru Metacritic snímek získal z 35 recenzí 39 bodů ze sta. Na Česko-Slovenské filmové databázi snímek získal 57%.

## Ocenění
Film získal cenu Teen Choice Award v kategorii Nejlepší filmová komedie. Cameron Diaz získala cenu Zlatá malina v kategorii Nejhorší herečka.